# فلیسیتی (کالیفرنیا)
فلیسیتی (به انگلیسی: Felicity) یک منطقهٔ مسکونی در ایالات متحده آمریکا است که در شهرستان ایمپریال، کالیفرنیا واقع شده‌است. فلیسیتی ۸۷ متر بالاتر از سطح دریا واقع شده‌است.